# 亞洲電視外購節目列表
本條目列出曾於亞洲電視播放但並非由其公司所製作的節目。

## 擴充列表
- 外購劇集：亞洲電視外購劇集列表
- 外購動畫：亞洲電視外購動畫列表
- 外購動畫電影：亞洲電視外購動畫電影列表
- 外購電影：亞洲電視外購電影列表

## 新聞節目
- 國際台： 新闻30分（中国中央电视台新聞綜合頻道, 中国中央电视台新聞頻道)
- 國際台： 新闻联播（中国中央电视台新聞綜合頻道, 中国中央电视台新聞頻道)
- 國際台： 中国新聞（中国中央电视台新聞綜合頻道, 中国中央电视台新聞頻道)
- 國際台： CBS晚間新聞（2009年停播）

## 綜藝及資訊節目
- 國際台： 不文山鬼馬表演（The Benny Hill Show）
- 國際台： 改變世界的6℃（Six Degrees）
- 國際台： 現代武器（Weaponology）
- 國際台： 未來武器（Future Weapons）
- 國際台： 老虎都要跟（Tiger-Spy in the Jungle）
- 國際台： 非常禽獸（Extraordinary Animals）
- 國際台： 60分鐘時事雜誌（60 Miuntes）（2012年停播）
- 國際台： 大衛牙擦騷（Late Show with David Letterman）
- 國際台： 食得是福（Yan Can Cook）
- 國際台： 網上攻略大圖鑑（Cybernet）
- 本港台： 康熙來了
- 本港台： Money Money麥克瘋
- 亞洲高清台：엠 카운트다운
- 亞洲台：文化深度行：絲路（新・シルクロード（日语：新シルクロード　激動の大地をゆく））

### 遊戲節目
- 國際台： 全美大民調（Power of 10）

### 真人Show
- 國際台： 生還者（Survivor）
- 國際台： 全美偶像大賽（American Idol）
- 國際台： 我要做超模（Make Me a Supermodel）
- 國際台： 超肥激瘦大變身（Supersize vs Superskinny)
- 國際台： 我要做廚神（Chef School）
- 國際台： 愛心大手筆（Oprah's Big Give）

## 大型活動
2009年7月7日國際台：米高積遜追思會（Michael Jackson Public Memorial Service）（AEG Live）（主持：Yonden Lhatoo)